# 경주 감산사 석조비로자나불좌상
경주 감산사 석조비로자나불좌상(慶州 甘山寺 石造毘盧舍那佛坐像)은 대한민국 경상북도 경주시 외동읍, 감산사 터에 있는 시대미상의 불상이다. 2000년 9월 4일 경상북도의 유형문화재 제318호로 지정되었다.

## 개요
경주시 외동읍에 있는 감산사에 주불(主佛)로 모셔져 있는 석조비로자나불좌상이다. 감산사는 통일신라 성덕왕 18년(719) 김지성이 부모의 명복과 국왕 및 그 가족의 안녕을 빌기 위해 세운 절이다.
이 불상은 얼굴 부분이 파손되었지만, 어깨가 각이 지고 무릎의 폭이 넓어 전체적으로 당당한 모습이다. 가슴 중앙보다 약간 아래쪽에 띠매듭이 조각되어 있으며, 가슴 앞에 올린 두 손은 파손되었지만 자세로 보아 왼손 검지를 오른손으로 감싸쥔 모습으로 보인다.
우리나라 비로자나불의 초기 작품으로 추정되는 이 불상은 조각기법으로 보아 절의 창건 당시이거나 그로부터 가까운 시기, 즉 8세기 전반에 만들어진 작품으로 추정된다.

## 같이 보기
- 감산사

## 참고 자료
- 감산사석조비로자나불좌상 - 국가유산청 국가유산포털